# کرول اوکانر
کَرول اوکانر (به انگلیسی: Carroll O'Connor)‏ (۲ اوت ۱۹۲۴ – ۲۱ ژوئن ۲۰۰۱) هنرپیشه اهل ایالات متحده آمریکا بود. او بین سال‌های ۱۹۶۰ تا ۲۰۰۰ فعالیت می‌کرد.
از فیلم‌ها یا برنامه‌های تلویزیونی‌ای که او در آن نقش داشته‌است، می‌توان به کلئوپاترا، شجاعان تنها هستند، مارلو، همگی در خانواده و بازگشت به من اشاره کرد.